# هاني بارنز
هاني بارنز (بالإنجليزية: Honey Barnes)‏ هو لاعب كرة قاعدة أمريكي، ولد في 31 يناير 1900 في فولتون في الولايات المتحدة، وتوفي في 18 يونيو 1981 في لوكبورت في الولايات المتحدة.